# 盧昌斯科耶湖
56°55′18″N 32°3′8″E / 56.92167°N 32.05222°E
盧昌斯科耶湖（俄语：Лучанское），是俄羅斯的湖泊，位於該國西北部特維爾州，由安德烈亞波爾區負責管轄，長8.2公里、寬2.5公里，面積10平方公里，海拔高度234米，湖岸線長度15.6公里。